# Schulbibliothek

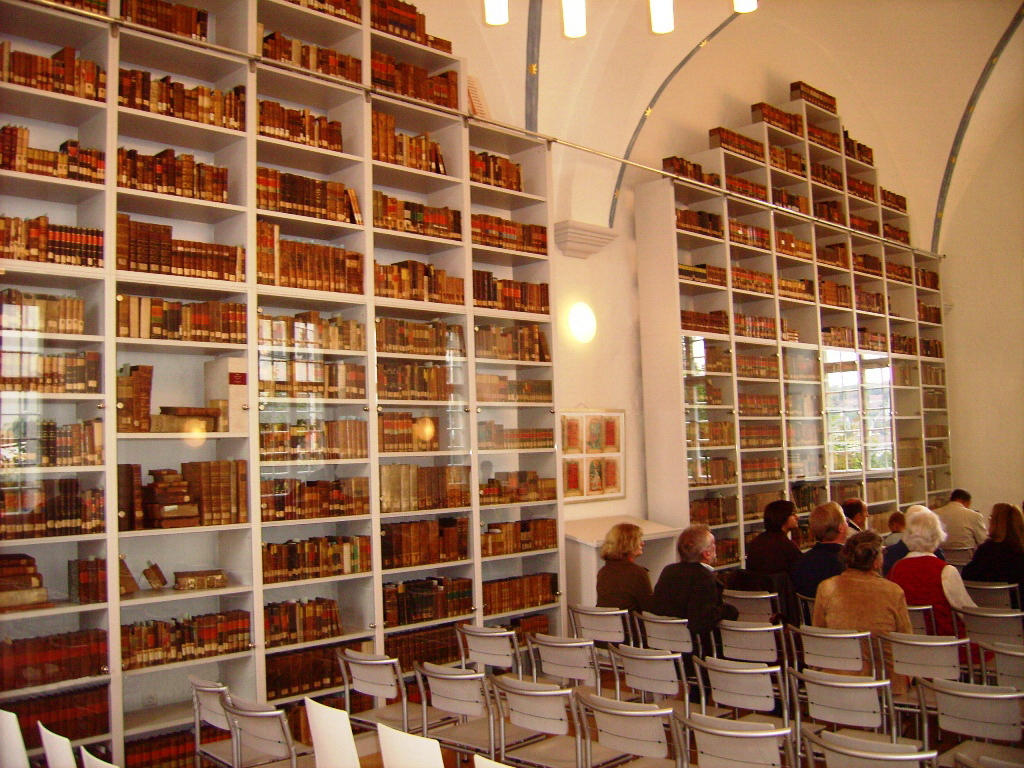
Historische Gymnasialbibliothek des Gymnasiums Laurentianum Arnsberg in der ehemaligen Klosterbibliothek des Stifts Wedinghausen

Schulbibliotheken sind Bibliotheken in Schulen. Sie werden auch als Schulbücherei oder Schulmediothek bezeichnet.

## Erscheinungsformen der Schulbibliothek
Im Allgemeinen wird in der pädagogischen und bibliothekarischen Literatur heute mit dem Begriff Schulbibliothek eine Einrichtung bezeichnet, die zentral für alle Schüler und Lehrer zugänglich ist. Die Aufgaben einer Schulbibliothek erstrecken sich dieser Vorstellung nach auf alle Angehörigen einer Schule und deren Informationsbedürfnisse.
Allerdings hat sich dieses Verständnis noch nicht überall durchgesetzt. Man findet in der Praxis immer noch die vier Schulbibliothekstypen:
- Schulbibliotheken, die zentral alle Medienbestände verwalten und deren Bestand sowohl Schülern als auch Lehrkräften zugänglich ist
- Schülerbibliotheken, die allein auf die Versorgung der Schüler ausgerichtet sind
- Lehrerbibliotheken, die nicht (oder nur in Ausnahmefällen) für Schüler zugänglich sind und ihren Medienbestand auf das pädagogische Personal einer Schule ausrichten.
- Klassenraumbibliotheken, deren Bestände sich in einem Klassenzimmer befinden und zumeist von der jeweiligen Klasse betreut werden. Insbesondere in Grundschulen und Kindertagesstätten sind solche Lösungen zu finden.

Seit 2021 können Schulbibliotheken in der Deutschen Bibliotheksstatistik (DBS) angemeldet werden. Hierbei wird nach folgenden vier Typen unterschieden: selbstständige Schulbibliothek, Verbund-Schulbibliothek, Zweigstellen-Schulbibliothek und Kombination aus öffentlicher Bibliothek und Schulbibliothek.

## Gymnasialbibliotheken
Als Gymnasialbibliotheken werden Sammlungen historischen Ursprungs bezeichnet, die als Bibliotheken von Gymnasien oder Lyzeen, also von „höheren Schulen“, entstanden sind und im Zuge der preußischen Reformen erfasst und in den sogenannten Schulprogrammen in der zweiten Hälfte des 19. Jahrhunderts öffentlich publiziert wurden. Diese Bibliotheken wurden infolge als Lehrerbibliotheken geführt. Der Buchbestand in Schulen städtischer Gründungen entwickelte sich seit dem 17. Jahrhundert.
Diese Bibliotheken waren Wissensspeicher für eine gelehrte Lehrerschaft und enthielten die jeweils wissenschaftliche Literatur, die auch zunehmend im 20. Jahrhundert rückbezüglich die eigenen Bestände betraf. Buchsammlungen an Schulen waren bis zum 18. Jahrhundert nicht selten mit Rats- und Stadtbibliotheken assoziiert und dienten im 19. und 20. Jahrhundert vor allem der wissenschaftlichen Arbeit der Gymnasiallehrer.
Nach der Säkularisation wurden Bestände aus früherem Kirchen- oder Klosterbesitz in die städtischen Lateinschulen, später in die höheren Schulen übernommen. In einigen Fällen übereigneten Gelehrte ihre Privatbibliotheken den Schulen; vor allem im 19. Jahrhundert wurden sie auch nicht selten angekauft. Viele dieser Bibliotheken gingen in den Bestand von Staats-, Stadt- oder Universitätsbibliotheken und in Archive über, so zum Beispiel in Stralsund, Schleusingen oder Arnsberg. Teilweise wurden diese historischen Bestände auch der betreffenden Einrichtung als Depositum übergeben. In den Schulen verwahrte historische Gymnasialbibliotheken sind heute in der Regel Teil der Schulbibliotheken mit aus Bestandsschutzgründen separierter Aufstellung, Benutzung und Verwaltung.

## Situation in Deutschland

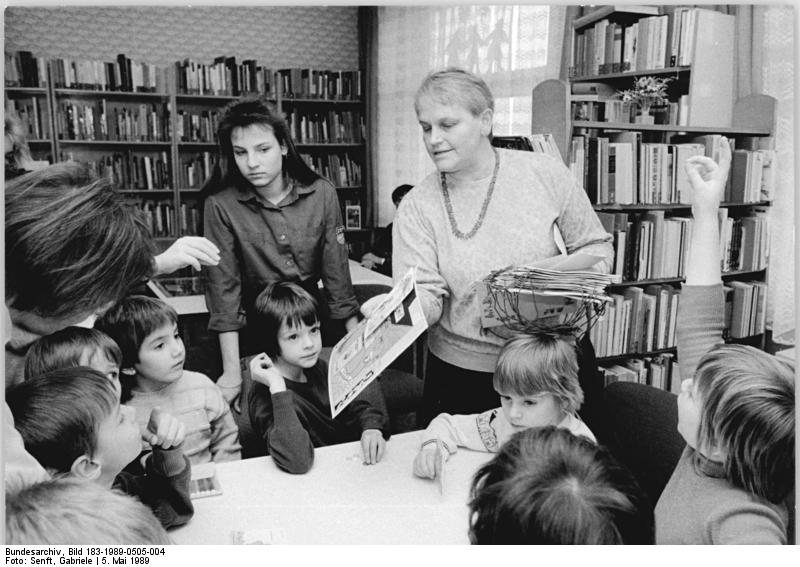
Schulbibliothek in Schwerin-Lankow mit 5.000 Bänden und 300 Schallplatten (1989)

In Deutschland gibt es kein einheitliches Schulbibliothekswesen. Für das Bibliothekswesen sind die kommunalen Gebietskörperschaften (i. d. R. Städte und Gemeinden) zuständig. Das Bibliothekswesen gehört, wie der gesamte Kulturbereich mit dem Unterhalt von Theatern, Orchestern, Museen und Bibliotheken, zu den freiwilligen, d. h. frei gestaltbaren, nicht einklagbaren Aufgaben der Kommunen. Die Aufgabe, für ihre Bürger ausleihbare Medien bereitzuhalten, wird in vielen Kommunen durch Outsourcing geregelt, indem z. B. an Stelle der betreffenden Kommune lokale Kirchengemeinden Büchereien betreiben.
Auf dem Land sind darüber hinaus oftmals nicht Städte und Gemeinden Schulträger, sondern Landkreise bzw. Kreise, insbesondere dann, wenn Schüler aus mehreren Gemeinden eine bestimmte Schule besuchen. Wo Schulträgerschaft und Bibliothekszuständigkeit in einer Hand liegen, was in kreisfreien Städten und Stadtstaaten der Regelfall ist, gibt es gelegentlich eine nennenswerte Kooperation in Form von kombinierten Stadt- und Schulbibliotheken bzw. einer institutionalisierten Zusammenarbeit von Bildungseinrichtungen und Stadtbibliotheken. Die fehlende gesetzliche Absicherung von Schulbibliotheken und die unklare Zuordnung wirken sich auf Ausstattung und Zielsetzung der einzelnen Bibliotheken aus.
Das jeweils zuständige Land spielt insofern eine Rolle, als Schulbibliotheken in Deutschland überwiegend von Lehrern, also in der Regel von Landesbediensteten, geleitet werden, die hierfür zumeist Entlastungsstunden erhalten. Nur selten wird eine Schulbibliothek von einem ausgebildeten Bibliothekar geleitet (mit unterschiedlichen Finanzierungsmodi bis hin zu privatem Sponsoring). Den Bibliotheksleitern stehen oft ehrenamtliche Hilfskräfte zur Seite, die längere Öffnungszeiten ermöglichen (Schüler, Eltern, aber auch andere ehrenamtlich Tätige). Auch ALG-II-Empfänger, für die die Jobcenter, also letztlich der Bund, zuständig sind, werden oft zu einer „gemeinnützigen Tätigkeit“ als Hilfskräfte in Schulbibliotheken herangezogen.
In einigen deutschen Städten und Regionen sowie einzelnen öffentlichen Bibliotheken wurden schulbibliothekarische Arbeitsstellen eingerichtet. Deren Aufgabe ist die Unterstützung von Schulbibliotheken, die Beratung bei der Gründung, oft auch die laufende Unterstützung. Einige dieser Arbeitsstellen (die größte wird von der Stadtbücherei Frankfurt am Main betrieben, weitere gibt es u. a. in Hamburg und Leipzig) sind seit Jahrzehnten tätig.
Insgesamt haben sich in Deutschland die Schulbibliotheken noch nicht als fester Bestandteil des Bildungssystems etabliert. Der Deutsche Bibliotheksverband bewertet Deutschland bei Schulbibliotheken als „Notstandsgebiet“: Von den etwa 43.000 allgemeinbildenden und den ca. 9.000 berufsbildenden Schulen verfügen dem Verband zufolge nur wenig mehr als 15 Prozent über eine fachlichen Standards entsprechende Schulbibliothek. Zwar besitzen deutlich mehr als 15 Prozent aller Schulen eine Bibliothek, diese genügt aber in wenigen Fällen den Ansprüchen an eine moderne, multimediale, pädagogisch orientierte Bibliothek mit Schülerarbeitsplätzen, Leseecken, Computern, digitalem Katalog (OPAC) und geschultem Personal.

## Situation in der Schweiz
Die Schulmediotheken in der Schweiz emanzipieren sich immer mehr. Wurden sie früher unter Gemeinde- und Schulbibliotheken subsumiert, ist heute klar, dass sie sowohl ein eigenständiges Profil als auch ein spezifischeres Publikum haben als die Gemeindebibliotheken. Da Schulmediotheken oft nicht öffentlich sind, fallen sie auch aus der Bibliotheksstatistik, die sich vor allem auf große öffentliche und universitäre Einrichtungen fokussiert.
- Mit der Arbeitsgemeinschaft Deutschschweizer Mittelschulbibliotheken (ADM)[10] entstand 2001 die erste überregionale Interessenorganisation von Schulmediotheken der Stufe Sek II.
- Die 2013 von Nina Santner publizierte Masterarbeit Von der Mediothek zum Recherchezentrum[11] zeigt, dass die technische Entwicklung auch in kleineren Bibliotheken Einzug gefunden hat.
- 2014 erschienen die 3. Auflage Richtlinien für Schulbibliotheken,[12] herausgegeben von der SAB (Schweizerische Arbeitsgemeinschaft der allgemeinen öffentlichen Bibliotheken).
- 2015 wurde in Zürich der Verein e-Thek gegründet, der rund 50 Berufs- und Mittelschulmediotheken aus den Kantonen Zürich, Aargau und Bern umfasst und maßgeblich von der Zentralbibliothek Zürich unterstützt wird. Die Vereinsgründung ist gekoppelt an den konsortialen Einkauf von e-Medien, der unter der Marke e-Thek im Netz auftritt. Seit 2016 wurde bereits ein größeres, auf die Schulbedürfnisse ausgerichtetes E-Medienangebot auf Deutsch[13] und auf Englisch[14] aufgebaut, welches neben Belletristik, Sachbüchern und Hörbüchern auch e-Zeitschriften und e-Zeitungen anbietet. Durch die COVID-19-Pandemie ist das Interesse an diesem Angebot stark gestiegen und der Verein hat die Gelegenheit wahrgenommen, den Bestand mit zusätzlichen Geldern maßgeblich zu vergrößern.
- Unter dem Label biblio.be[15] sind weiterhin Gemeinde- und Schulbibliotheken zusammengefasst.

## Situation in deutschsprachigen Ländern (außer Deutschland und der Schweiz)
In Österreich wurden mit Hilfe von Fördermitteln der Bundesregierung in den Gymnasien, zunehmend aber auch in den anderen Schulformen Bibliotheken eingerichtet. Die österreichischen Schulbibliotheken entwickeln sich zu multimedialen Bibliotheken. Sie werden überörtlich durch das Unterrichtsministerium, den Österreichischen Buchclub und Lesekompetenzzentren in den Bundesländern unterstützt.
Im deutschsprachigen Südtirol findet eine flächendeckende Förderung des Schulbibliothekswesens statt. Einen hohen Stellenwert hat das Schulbibliothekswesen auch in den Regionen der deutschsprachigen Minderheiten in Belgien und Dänemark.

## Schulbibliotheken in anderen Ländern

### Europa

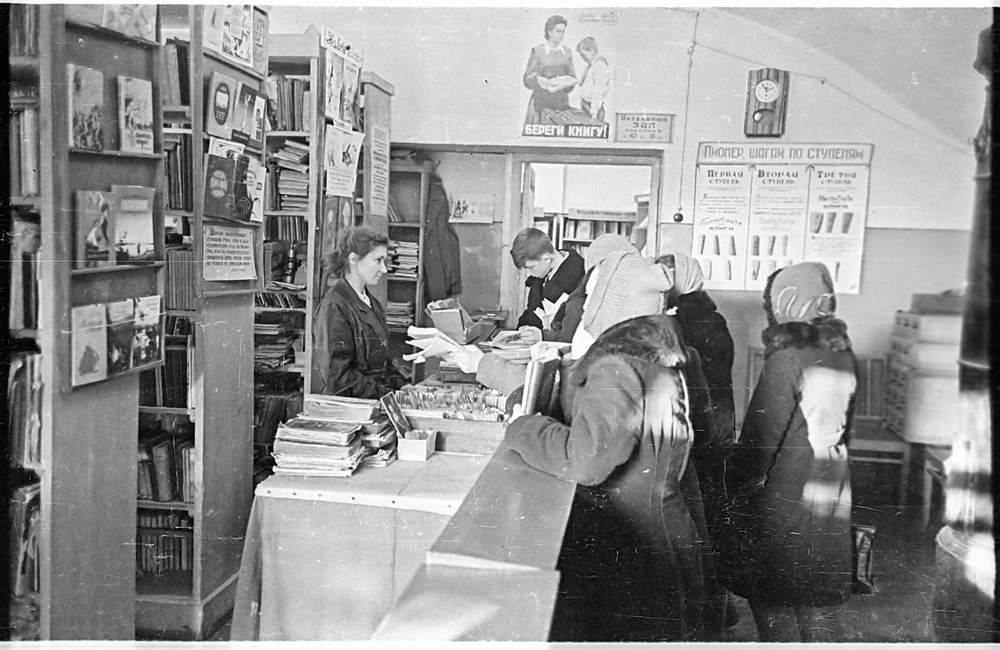
Eine Schulbibliothekarin händigt Schülern Lehrbücher aus (Russland, 1959)

Nahezu flächendeckend sind Schulbibliotheken in Frankreich, im Vereinigten Königreich und in Dänemark eingerichtet. In Frankreich heißt die Schulbibliothek „Centre de documentation et d'information“ (CDI) (Dokumentations- und Informationszentrum) und wird von einer Lehrkraft (professeur documentaliste) geleitet. Im Vereinigten Königreich ist ein Schulbibliotheksverband aktiv, die School Library Association (SLA). In Portugal hat das Bildungsministerium in jüngster Zeit sehr viele Schulbibliotheken eingerichtet. In Schweden wurde die Verpflichtung zur Einrichtung von Schulbibliotheken aus dem Bibliotheksgesetz, wo sie unbeachtet geblieben war, 2011 ins Schulgesetz, § 36,2, übernommen.

### Vereinigte Staaten
In den USA sind Schulbibliotheken eine traditionelle und feste Institution, die an 92 % der öffentlichen und fast allen privaten Schule zu finden ist. Je nach der finanziellen Ausstattung des Schuldistrikts bzw. des privaten Trägers sind die Bestände oftmals ähnlich umfangreich wie die einer öffentlichen Bibliothek. An 86 % öffentlichen Schulen werden die Schulbibliotheken von Fachkräften (Teacher-librarian, School Library Media Specialist) betreut, die über ein Lehrerzertifikat hinaus auch eine Ausbildung als Bibliothekar vorweisen müssen. An ihrem Arbeitsplatz üben sie nicht nur bibliothekarische Tätigkeiten aus, sondern betreuen auch die Schüler, die hier arbeiten oder Bücher ausleihen, und unterrichten selbst. Schulbibliothekarische Verbände in den USA klagen allerdings regelmäßig über einen zu starken Einsatz von School Library Media Specialists als Ersatzlehrkraft für Ausfallstunden. Dies würde zu Lasten der schulbibliothekarischen Arbeit gehen. Bereits an den Grundschulen (elementary schools) gehört der im Klassenverband erfolgende wöchentliche Bibliotheksbesuch, bei dem Bücher für zu Hause ausgeliehen werden, ebenso zum Stundenplan wie der Sport-, Kunst- oder Musikunterricht.
Verstärkt dringen Schulbibliothekverbände und -forscher auf den embedded teacher-librarian, die oder der im Unterricht, in der Unterrichtsplanung, in der Fachkonferenz und im Kollegium im Team mit den Fachlehrer Lehr- und Lernprozesse organisiert. Die Haushaltssituation der US-amerikanischen Gebietskörperschaften erfordert auch im Bildungsbereich Kürzungen. Das trifft Schulbibliothekare besonders hart, weil sie eher als entbehrlich scheinen denn Fachlehrer.